# Решітка радіатора

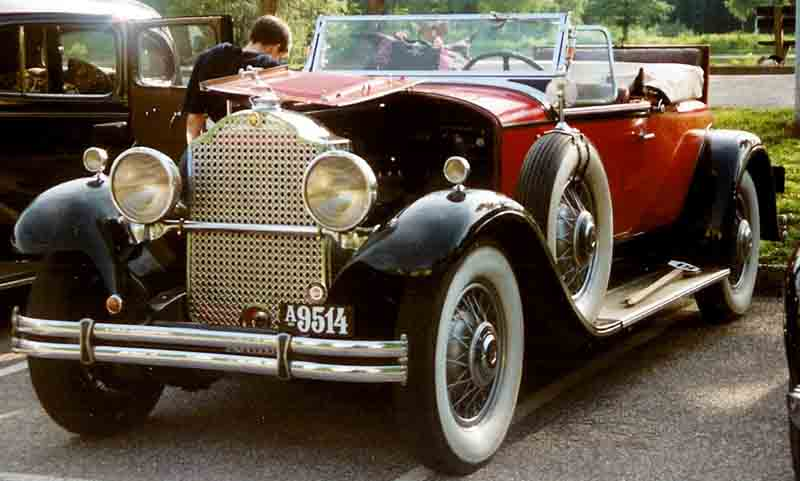
Решітка радіатора на Packard Eight родстер 1930 року

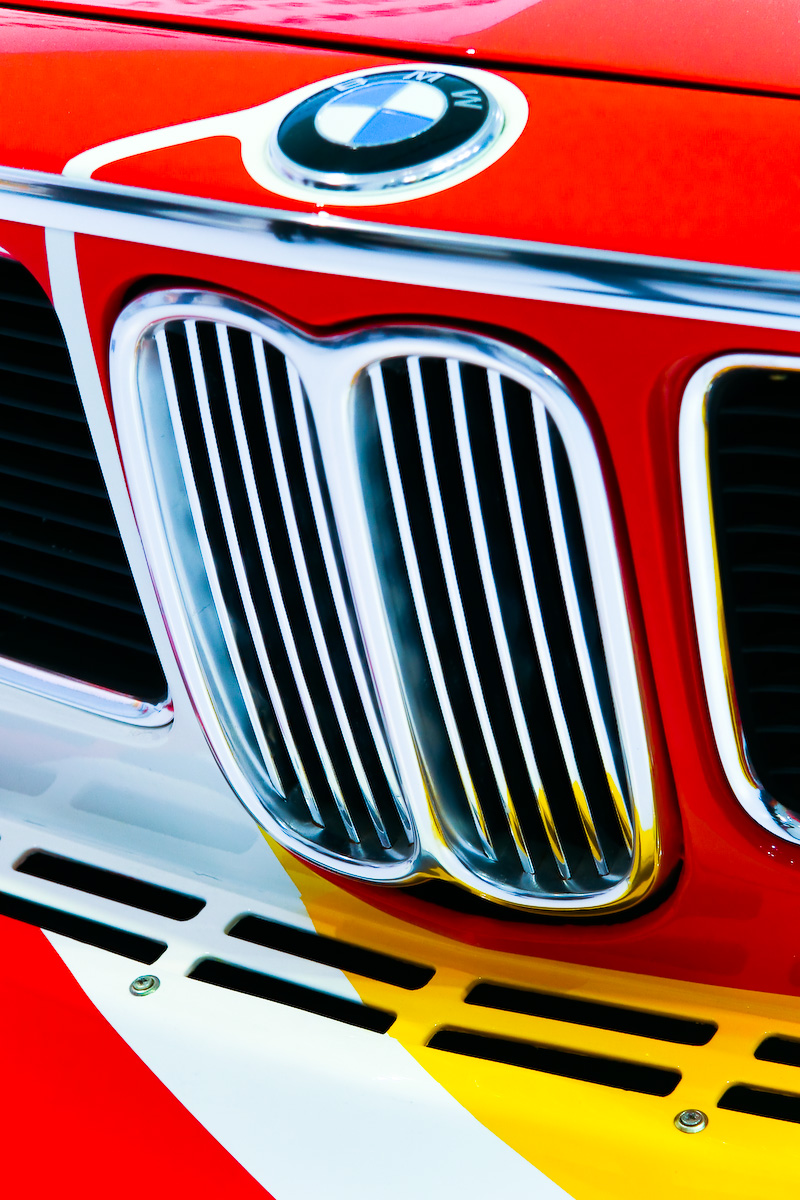
"Ніздрі" на BMW E9 1975 року

Решітка радіатора — елемент кузова автомобіля, що захищає і пропускає повітря до радіатора двигуна. В автомобільній техніці решітка закриває отвір у кузові транспортного засобу, щоб повітря могло входити або виходити. Більшість транспортних засобів мають решітку в передній частині автомобіля для захисту радіатора та двигуна. На більшості автомобілів радіаторні решітки розташовуються в передній частині кузова. Крім функцій захисту та забезпечення припливу повітря до радіатора, решітка радіатора є важливим елементом дизайну автомобіля. Решітка також може розташовуватися нижче переднього бампера, перед колесами (для охолодження гальм), в капоті для вентиляції салону, або на задніх торцевих дверях (на автомобілях із задньомоторним компонуванням).

## Опис та історія

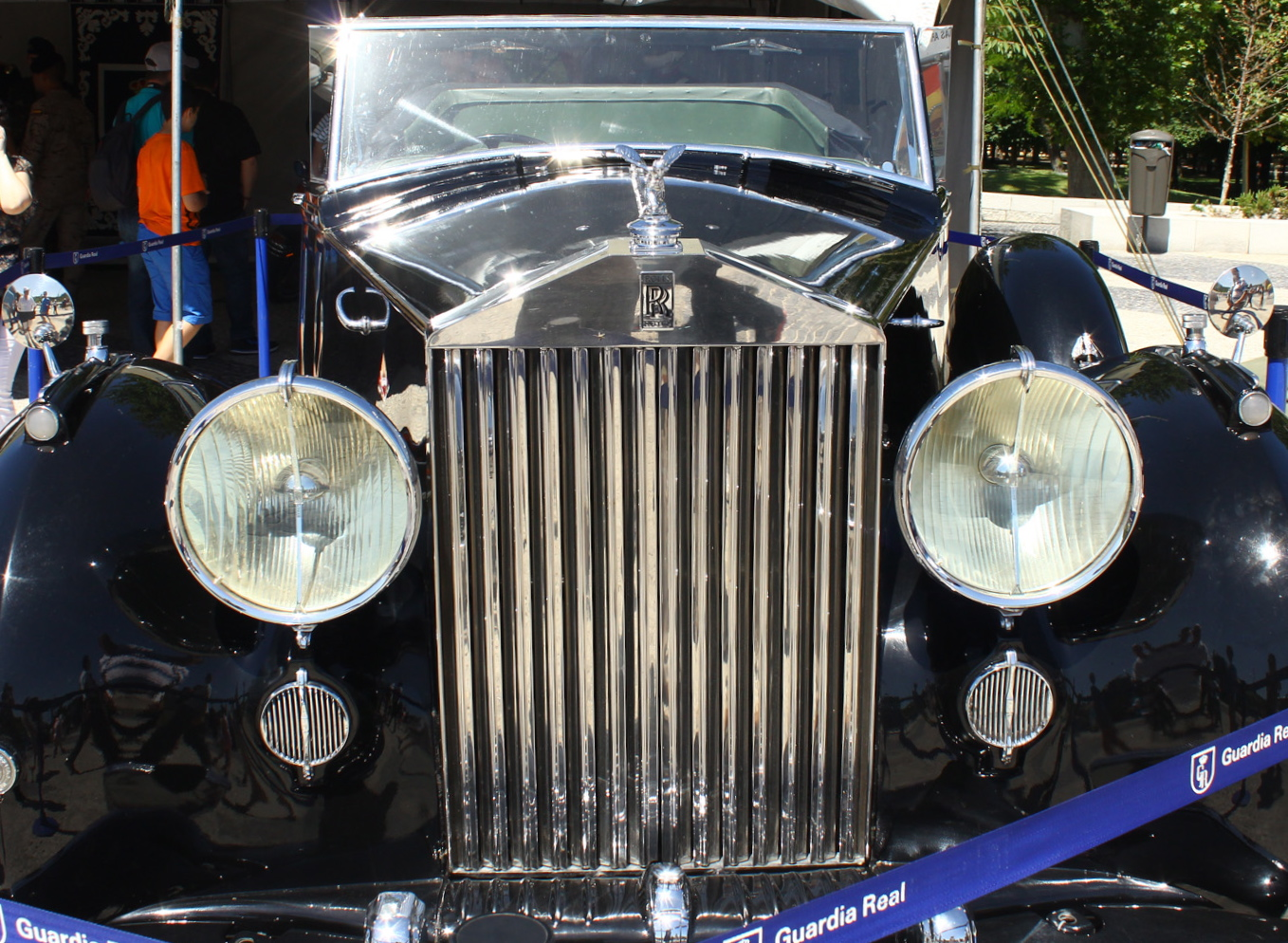
Rolls-Royce Phantom IV 1952 року з емблематичною решіткою радіатора в стилі Парфенон.

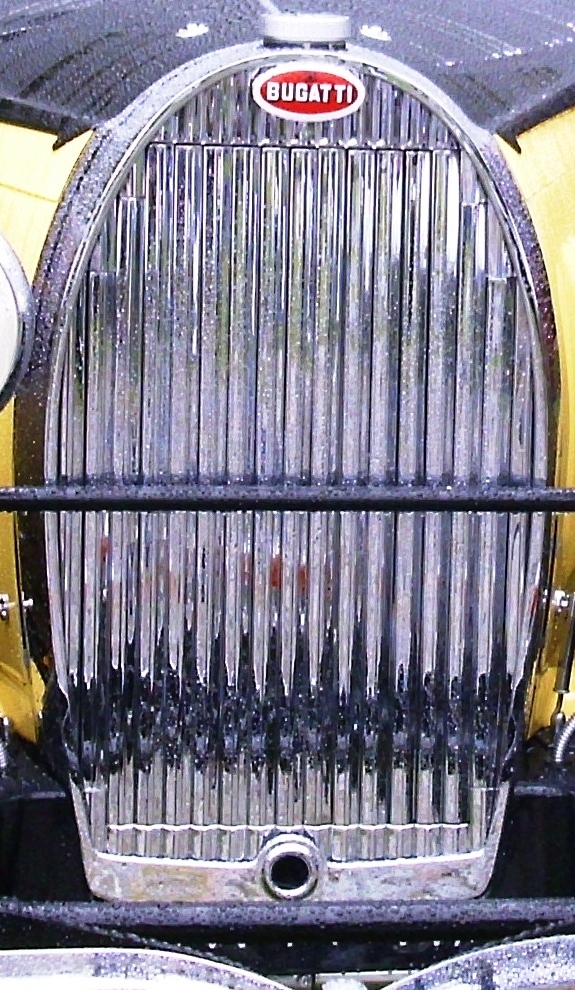
Решітка радіатора Bugatti Type 57 Stelvio 1934 року

Передня частина автомобіля має важливу роль у залученні покупців але основною функцією решітки залишається забезпечення притоку охолоджуючого повітря до автомобільного радіатора. Тим не менш, зовнішній вигляд автомобіля при придбанні відіграє більшу роль, ніж деякі особливості конструкції та питання їхньої функціональності. І як один із основних візуальних компонентів у передній частині автомобіля, дизайн решітки радіатора сприяє привабливості автомобіля та показує його ідентичність, пов'язуючи з історією автовиробника та його репутацією.
В даний час, великі за розмірами грати є саме елементом дизайну автомобіля, і багато автомобільних марок використовують їх як основну ознаку свого бренду. Наприклад, Jeep, з ґратами у вигляді семи вертикальних прорізів.
Компанія Rolls-Royce відома організацією складання автомобілів вручну, і грати радіатора не є винятком, її складання проводиться з метою встановлення в вертикальному положенні. Інші автомобільні виробники також відомі зовнішнім виглядом радіаторних решіток своїх автомобілів. Це кінський хомут Bugatti, «ніздрі» BMW, хромовані «зуби» Land Rover, крилоподібні грати Mitsubishi, хрестоподібні грати Dodge, у формі щита у Alfa Romeo, з діагональною смугою Volvo, трапеція з хромованою окантовкою Nissan, у формі роторного двигуна Mazda, Audi з відносно новими решітками single-frame і горизонтальні розділені грати Pontiac. Незвичайні решітки на Plymouth Barracuda 1971 року називали терткою для сиру (англ. cheesegrater). Три-смугова решітка Ford, представлені на Fusion в 2006 році, стали також характерними для цього автовиробника. Porsche, який тривалий час випускав автомобілі з повітряним охолодженням, продовжує мінімізувати значущість решіток і на сучасних автомобілях з водяним охолодженням.
Зміна зовнішнього вигляду грати значно оновлює в цілому зовнішній вигляд автомобіля. Так, починаючи з кінця 1930-х років, Cadillac змінюючи форму ґрат і розташування її горизонтальних смуг, побачила в цьому простий спосіб оновлювати автомобіль з року в рік, змінюючи стандартну форму ґрат. Іноді з'являється навіть модна тенденція у її дизайні. Наприклад, у перші роки після Другої світової війни багато американських автовиробників, як правило, перейшли на зменшені і товсті решітки.
За місцем розташування на кузові автомобіля решітки можуть бути: радіаторні, в спідниці бампера (переднього або заднього), в крилі (захист повітроводу вентиляції гальм), на капоті (забезпечує приплив повітря до інтеркулера), грати на даху або багажнику (автомобілі).
Радіаторні решітки на автомобілях набували різних конструкцій протягом багатьох років. Вперше грати з'явилися на автомобілях у 1903 році. Через кілька років конструкція у вигляді арки стала поширеною і стандартною при проектуванні автомобілів протягом багатьох років. «Розкол» у дизайні вперше відбувся у 1923 році, з появою спортивних автомобілів Alfa Romeo.
У 1930-х та 1940-х роках, автовиробники стали підходити творчо до конструкції решіток. Деякі мали форму дзвона (Buick, Chevrolet і Pontiac), деякі мали розділені регітки (Silver Arrows, Mercury, 1946 Oldsmobile) або хрестоподібну (до-воєнні моделі Studebaker Champion, Cadillac 1941 року, Ford 1942 року) зокрема, Packard, Rolls-Royce і MG-TC, як і раніше, дотримувалися старих ґрат у формі арки.
Решітки набули нового вигляду після Другої світової війни, і після появи Buick 1947 року, Studebaker і Kaiser, вони стали коротшими і ширшими.